# Normativismus
Der Begriff des Normativismus bezeichnet ein rechtstheoretisches Konzept. Ihm zufolge ist das Recht als ein in sich geschlossenes System von Normen aufzufassen, dessen Geltung durch eine Grundnorm – und nicht etwa einen historischen Akt – begründet wird. Dem Normativismus ist der Rechtsrealismus entgegengesetzt, nach welchem alles Recht zuletzt nicht in einer Grundnorm, sondern einem tatsächlichen Ereignis (Machtergreifung) gründet und deshalb kein geschlossenes normatives System, sondern einen historisch entwicklungsoffenen (empirischen) Prozess darstellt.
Der Normativismus kann als methodologischer Wegbereiter der Naturrechtslehren, die gleichermaßen eine von aller Historizität unabhängige Grundnormativität (Naturrecht) behaupten, gelten, während der Rechtsrealismus den Kern jedes eigentlich empiristischen Rechtsverständnisses darstellt.
Geistesgeschichtlich erscheint der Normativismus vor allem im europäischen Raum, während das angelsächsische Rechtsverständnis eine größere Nähe zum Realismus aufweist (s. Thomas Hobbes, David Hume, Common Law Theory, New Haven Approach).